# Томас Лиготи
Томас Лиготи (енгл. Thomas Ligotti; рођен 9. јула 1953. у Детроиту, Мичиген, САД) је амерички писац претежно кратке прозе хорор жанра, док С. Т. Џоши његову прозу назива филозофским хорором. У својим прозним и не-прозним делима, Лиготи је препознатљив према свом песимистичном и нихилистичном светоназору.
Ремзи Кембел Лиготија сматра апсолутним мајстором натприродне страве и језовите прозе..

## Биографија
Томас Лиготи рођен је 9. јула 1953. године у Детроиту (Мичиген, САД). Студирао је енглески језик и књижевност на Државном Универзитету Вејн, али је, притом, похађао и бројне курсеве из области музике и филозофије. Како су му студије послужиле да утажи интелектуалну глад, студирао је шест година. Дипломирао је 1978. године.
Кад је у питању књижевност, све што је желео да сазна о књижевности, научио је у универзитетској библиотеци. Нарочито су га привлачили писци и покрети који су одражавали његов поглед на свет: декаденти и симболисти, дадаисти и надреалисти, морбидни и песимистични писци свих народа и култура. Пре факултетских студија није био нарочито посвећен читању, али је већ као тинејџер имао оформљену личност и негативан однос према свету и животу.
У дечаштву, које је провео у католичкој школи, волео је хорор филмове, али је постојање књижевности страве открио релативно касно, кад је 1971. године наишао на џепно издање романа Уклета кућа на брду Ширли Џексон, који је познавао само као предложак за чувени хорор филм. Недуго затим, наишао је на збирку прича Артура Макена, писца који му се нарочито допао. Прекретница је наступила кад је набавио антологију прича Хауарда Филипса Лавкрафта, у којем је пронашао сродну душу, сличног темперамента и светоназора.

## Дело
Прву збирку прича, код малог издавача, у тиражу од 300 примерака, Лиготи је објавио 1985. године, под насловом Песме Мртвог Сањара. Премда скромна у смислу пласмана, ова књига може се похвалити предговором Ремзија Кембела, једног од најхваљенијих савремених писаца хорора. Ревидирано и проширено издање прве Лиготијеве збирке изашло је 1990. у Енглеској, а у Америци је код великог издавача добило издање у тврдом, а потом и у масовном, меком повезу 1991. године.
Године 1991. излази и Лиготијева друга збирка прича, Писар таме: животи и дела, код истог издавача. Ова збирка, као и прича Последња арлекинова гозба, биле су номиноване за Светску награду за фантастику, али је нису добиле.
Лиготијева трећа збирка, Ноћни дневник, појављује се 1994, док исте године излази и нешто опскурнија збирка сачињена од минијатура у којима се разрађују и реинтерпретирају чувени готски и хорор јунаци и мотиви, под насловом Мучно васкрсење Виктора Франкенштајна и друге готске приче. Неке од ових минијатура биле су део првог издања Песама мртвог сањара, а избачене су из каснијих. Са овом књигом почиње тренд Лиготија као култног писца, са посебним третманом, посебном дистрибуцијом - и посебном ценом.
Најзначајнија и највреднија књига Лиготијевих прича икада објављена је, заправо, омнибус Фабрика кошмара из 1996. године. Садржај чине скоро све приче из његове три збирке, којима је додато шест наслова дотад необјављених у књишком облику. Укупно четрдесет пет прича у обимној књизи, код великог издавача и са предговором тада популарне списатељице Попи З. Брајт, практично се може сматрати непревазиђеним избором његових најбољих дела. Нажалост, Лиготи након ње није написао много тога новог.